# 観音寺 (福知山市観音寺)
観音寺（かんのんじ）は、京都府福知山市観音寺にある高野山真言宗の寺院。山号は補陀落山。本尊は十一面千手観音菩薩。関西花の寺二十五霊場の第1番札所。境内には100種・1万株のアジサイが植栽され、あじさい寺と呼ばれている。

## 歴史
寺伝によれば、養老4年（720年）に法道仙人によって創建されたとされ、法道が自ら本尊・十一面千手観音菩薩を刻んで草堂に安置したという。法道は兵庫県播磨地方を中心に寺院開基伝承が残る伝説上の人物である。その後応和元年（961年）に空也によって中興され、七堂伽藍が建立されたと伝える。
鎌倉時代になると北条時頼や北条貞時らの厚い庇護を受け、25余坊の寺坊が軒を並べる中本山の寺院として栄えた。
天正4年（1576年）に明智光秀による焼き討ちにより本堂などが焼失するが、本堂は天正7年（1579年）に再建された。しかし、江戸時代に大破している。
当寺は綾部藩主九鬼氏のほか広く崇敬を集め、江戸時代中期の天明4年（1784年）には、本堂や塔頭の大聖院、多聞院が再建されている。
その後、本堂は寛政7年（1795年）に擬宝珠などが取り付けられ、天保4年（1833年）に内陣回りの欄間がはめられ、現在みる形となった。
1896年（明治29年）には塔頭の大聖院、多聞院が統合され補陀洛山観音寺となった。
現在では丹波のあじさい寺として知られている。20世紀半ば頃、秘仏本尊開帳時に万灯万華を供養しようと当寺の住職が発願し、その万華の花としてアジサイが選ばれ、多種栽植されたのがあじさい寺の始まりである。

## 境内
- 本堂（京都府指定有形文化財） - 天明4年（1784年）再建。大工は備前国色奥郡上山田村太郎兵衛。
- 護摩堂（不動堂）
- 鐘楼（京都府指定有形文化財） - 寛政元年（1789年）再建。
- 位牌堂
- 庫裏
- 詩風館
- 表門（京都府指定有形文化財） - 江戸時代中期再建。
- 仁王門
- 総門

## 文化財

### 重要文化財
- 木造不動明王及二童子立像 - 平安時代前期。木造不動明王立像は炎髪不動明王とも呼ばれ、不動明王の立像としては最も古い部類に属するものである[4]。木造制吨迦童子立像は平安時代後期の作、木造矜羯羅童子立像は鎌倉時代前期の作である[2]。

### 京都府指定有形文化財
- 本堂 附：旧本堂棟札2枚[5]
- 鐘楼 附：鐘楼棟札1枚
- 表門
- 観音寺聖教文書類 2,415点 - 鎌倉時代から江戸時代。

### 京都府暫定登録有形文化財
- 木造金剛力士像 2躯 - 鎌倉時代。院興又は院派仏師作。
- 絹本著色五大明王像 - 南北朝時代。
- 絹本著色釈迦十六善神像 - 南北朝時代。
- 絹本著色薬師十二神将像 - 鎌倉時代。
- 絹本著色仏涅槃図 - 室町時代。
- 絹本著色千手観音像 - 応安7年（1374年）。

### 福知山市指定有形文化財
- 絹本墨画淡彩不動明王像 - 南北朝時代。
- 絹本著色種子金剛界大日如来像 - 南北朝時代。

### 環境保全地区
- 観音寺文化財環境保全地区

## 主な行事
- 観音寺大護摩大祭 (2月11日）
- あじさい祭（6月第4日曜日）

## 境内で見られる花
- ロウバイ - 見頃　1月中旬～2月下旬。
- しだれ桜 - 見頃　4月8日前後。
- アジサイ - 見頃　6月初旬～7月初旬
- イロハモミジ -  樹齢300年のイロハモミジの紅葉の見頃は11月10日～12月初旬。

## 前後の札所
関西花の寺二十五霊場
1 観音寺　-　2 楞厳寺
丹波西国三十三ヶ所観音霊場
1 観音寺　-　2 正暦寺
丹波古刹十五ヶ寺霊場
14 天寧寺　-　15 観音寺

## 所在地
- 京都府福知山市観音寺1067

## アクセス
- 公共交通機関での場合
  - JR山陰本線 石原駅より徒歩約15分。
  - JR福知山駅または綾部駅からバスで観音寺バス停まで約15分（バス停より徒歩約15分）。
- 自家用車の場合
  - 舞鶴若狭自動車道福知山ICから綾部方面へ約5分。
  - 近畿自動車道舞鶴線福知山ICから東へ約5分。
  - 京都府道8号福知山綾部線沿線。